# Cầu Rộ
Cầu Rộ là một cây cầu đường bộ trên Quốc lộ 46A bắc qua sông Lam thuộc địa phận xã Võ Liệt, huyện Thanh Chương, tỉnh Nghệ An, Việt Nam.
Cầu Rộ dài 406,5 mét, bằng bê tông, được khởi công xây dựng vào tháng 5 năm 2003 và chính thức thông xe vào ngày 19 tháng 5 năm 2004.
Gần đầu cầu phía Bắc là ngã ba giao cắt giữa Quốc lộ 46A (đi Vinh) và Quốc lộ 46B (đi Đô Lương).